# Canton de Civray
Le canton de Civray est une circonscription électorale française du département de la Vienne, en région Nouvelle-Aquitaine.

## Géographie
Ce canton est organisé autour de Civray dans l'arrondissement de Montmorillon. Son altitude varie de 92 m (Lizant) à 167 m (Voulême) pour une altitude moyenne de 134 m.
Son territoire correspond au versant sud du seuil géologique du Poitou et donc à une zone de transition climatique entre le climat océanique aquitain franc et le climat océanique dégradé , vers le nord, en direction de Poitiers et du bassin parisien.

## Histoire
Le canton de Civray a été créé en 1801.
Un nouveau découpage territorial de la Vienne entre en vigueur à l'occasion des premières élections départementales suivant le décret du 26 février 2014. Les conseillers départementaux sont, à compter de ces élections, élus au scrutin majoritaire binominal mixte. Les électeurs de chaque canton élisent au Conseil départemental, nouvelle appellation du Conseil général, deux membres de sexe différent, qui se présentent en binôme de candidats. Les conseillers départementaux sont élus pour 6 ans au scrutin binominal majoritaire à deux tours, l'accès au second tour nécessitant 12,5 % des inscrits au 1er tour. En outre la totalité des conseillers départementaux est renouvelée. Ce nouveau mode de scrutin nécessite un redécoupage des cantons dont le nombre est divisé par deux avec arrondi à l'unité impaire supérieure si ce nombre n'est pas entier impair, assorti de conditions de seuils minimaux. Dans la Vienne, le nombre de cantons passe ainsi de 38 à 19. Le nombre de communes du canton de Civray passe de 12 à 30.
Le nouveau canton de Civray est formé de communes des anciens cantons de Charroux (9 communes), d'Availles-Limouzine (4 communes), de Civray (12 communes) et de Gençay (5 communes). Il est entièrement inclus dans l'arrondissement de Montmorillon. Le bureau centralisateur est situé à Civray.

## Représentation

### Conseillers généraux de 1833 à 2015
| Période | Période      | Identité                              | Étiquette    | Qualité |
| ------- | ------------ | ------------------------------------- | ------------ | --- |
| 1833    | 1848         | Alexandre-Eugène Boffinet (1795-1882) |              | Docteur en médecine Maire de Civray (1832-1846)                                                                      |
| 1848    | 1861         | Jean-Pierre Moreau                    |              | Notaire, commandant la Garde Nationale maire de Civray (1858-1868), conseiller d'arrondissement                      |
| 1861    | 1892         | Gusman Serph                          | Droite       | Propriétaire agricole Député (1871-1898), maire de Savigné                                                           |
| 1892    | 1895 (décès) | Jean-Baptiste Guillaud-Vallée         | Républicain  | Docteur en médecine à Civray                                                                                         |
| 1896    | 1920         | Célestin Tralboux                     | Rad.         | Propriétaire, maire de Savigné (1892-1900)                                                                           |
| 1920    | 1928         | Pierre Pestureau                      | Républicain  | Propriétaire Maire de Saint-Pierre-d'Exideuil, conseiller d'arrondissement                                           |
| 1928    | 1940         | François Sicault                      | Rad.         | Maire de Saint-Macoux Nommé conseiller départemental en 1943                                                         |
|         |              |                                       |              | |
| 1945    | 1967         | Maurice Giraud                        | Rad.         | Minotier Maire de Saint-Pierre-d'Exideuil, ancien conseiller d'arrondissement                                        |
| 1967    | 1992         | Raoul Cartraud                        | FGDS puis PS | Professeur d'école normale Député (1981-1986), Maire de Civray (1971-1997) Président du Conseil Régional (1982-1985) |
| 1992    | 1998         | Jean-Marie Gallot                     | DVD          | Propriétaire à Savigné                                                                                               |
| 1998    | 2004         | Jean-Olivier Geoffroy                 | DVD          | Agriculteur propriétaire-exploitant Maire de Champniers                                                              |
| 2004    | 2011         | Jacky Vétault                         | PS           | Retraité de banque Maire adjoint de Civray                                                                           |
| 2011    | 2015         | Jean-Olivier Geoffroy                 | DVD          | Maire de Champniers                                                                                                  |

### Conseillers d'arrondissement (de 1833 à 1940)
Le canton de Civray avait deux conseillers d'arrondissement.
Il appartenait à l'arrondissement de Civray jusqu'à sa disparition en 1926.
| Période                                  | Période      | Identité                         | Étiquette    | Qualité |
| ---------------------------------------- | ------------ | -------------------------------- | ------------ | --- |
| 1833                                     | 1848         | M. Bonnin                        |              | Notaire à Lizant                                                                                            |
| 1833                                     | 1848         | Jean Pierre Moreau (1802-1868)   |              | Notaire à Civray                                                                                            |
|                                          |              |                                  |              | |
| 1883                                     | 1897 (décès) | Louis Auguste Imbert (1830-1897) | Conservateur | Maire de Saint-Pierre-d'Exideuil                                                                            |
| 1883                                     | 1901         | Armand Belhoir                   | Droite       | Maire de Savigné                                                                                            |
| 18975                                    | 1913         | Maximin Rocher                   |              | Agriculteur, maire de Blanzay                                                                               |
| 1901                                     |              | Louis Serph                      |              | Maire de Civray                                                                                             |
| 1901                                     |              |                                  |              | |
|                                          |              |                                  |              | |
| av.1907                                  | 1925         | M. Moreau                        | Républicain  | |
| 1919                                     | 1920         | Pierre Pestureau                 | Républicain  | Agriculteur à Saint-Pierre-d'Exideuil                                                                       |
| 1920                                     | 1940         | Élie Naffrechoux                 | Radical      | Maire de Saint-Saviol                                                                                       |
| 1925                                     | 1931         | François Sicault                 |              | Agriculteur, maire de Saint-Macoux                                                                          |
| 1931                                     | 1937         | Henri Roucher (1884-1940)        |              | Maire de Civray (1929-1940)                                                                                 |
| 1937                                     | 1940         | Maurice Giraud (1900-1976)       | Radical      | Minotier, maire de Saint-Pierre-d'Exideuil                                                                  |
| 1940                                     |              |                                  |              | Les conseils d'arrondissement ont été suspendus par la loi du 12 octobre 1940 et n'ont jamais été réactivés |
| Les données manquantes sont à compléter. |              |                                  |              | |

### Conseillers départementaux depuis 2015
| Période élective | Période élective | Mandat | Mandat   | Identité              | Nuance | Nuance | Qualité |
| ---------------- | ---------------- | ------ | -------- | --------------------- | ------ | ------ | --- |
| 2015             | 2021             | 2015   | 2021     | Jean-Olivier Geoffroy |        | LR     | Agriculteur propriétaire-exploitant Maire de Champniers Président de la Communauté de Communes des Pays Civraisien et Charlois 4e Vice-Président du Conseil départemental chargé de l’Agriculture et de la Ruralité |
| 2015             | 2021             | 2015   | 2021     | Lydie Noirault        |        | DVD    | Salariée agricole (conjointe collaboratrice) Maire de Joussé |
| 2021             | 2028             | 2021   | en cours | Jean-Olivier Geoffroy |        | LR     | Conseiller sortant |
| 2021             | 2028             | 2021   | en cours | Lydie Noirault        |        | DVD    | Conseillère sortante |

### Résultats détaillés

#### Élections de mars 2015
À l'issue du 1er tour des élections départementales de 2015, deux binômes sont en ballottage : Jean-Olivier Geoffroy et Lydie Noirault (UMP, 42,65 %) et Fabienne Benetaud et Jean-Marie Peigne (PS, 26,01 %). Le taux de participation est de 55,44 % (7 761 votants sur 13 998 inscrits) contre 51,35 % au niveau départemental et 50,17 % au niveau national.
Au second tour, Jean-Olivier Geoffroy et Lydie Noirault (UMP) sont élus avec 58,66 % des suffrages exprimés et un taux de participation de 54,89 % (4 040 voix pour 7 683 votants et 13 998 inscrits).

#### Élections de juin 2021
Le premier tour des élections départementales de 2021 est marqué par un très faible taux de participation (33,26 % au niveau national). Dans le canton de Civray, ce taux de participation est de 38,15 % (5 052 votants sur 13 242 inscrits) contre 33,61 % au niveau départemental. À l'issue de ce premier tour, deux binômes sont en ballottage : Jean-Olivier Geoffroy et Lydie Noirault (Union à droite, 46,25 %) et Benedicte Fillatre et Jean-Michel Mercier (DVC, 21,3 %).
Le second tour des élections est marqué une nouvelle fois par une abstention massive équivalente au premier tour. Les taux de participation sont de 34,36 % au niveau national, 33,96 % dans le département et 38,02 % dans le canton de Civray. Jean-Olivier Geoffroy et Lydie Noirault (Union à droite) sont élus avec 60,98 % des suffrages exprimés (2 721 voix pour 5 037 votants et 13 247 inscrits),,. 

## Composition

### Composition avant 2015

Carte de localisation du canton de Civray dans le département de la Vienne, redécoupage de 1982.

Le canton de Civray regroupait 12 communes.
| Nom                     | Code Insee | Codepostal | Superficie (km2) | Population (dernière pop. légale) | Densité (hab./km2) |
| ----------------------- | ---------- | ---------- | ---------------- | --------------------------------- | ------------------ |
| Civray (chef-lieu)      | 86078      | 86400      | 8,70             | 2 900 (2012)                      | 333                |
| Blanzay                 | 86029      | 86400      | 35,45            | 815 (2012)                        | 23                 |
| Champagné-le-Sec        | 86051      | 86510      | 7,99             | 220 (2012)                        | 28                 |
| Champniers              | 86054      | 86400      | 20,03            | 355 (2012)                        | 18                 |
| Linazay                 | 86134      | 86400      | 9,14             | 211 (2012)                        | 23                 |
| Lizant                  | 86136      | 86400      | 16,95            | 442 (2012)                        | 26                 |
| Saint-Gaudent           | 86220      | 86400      | 11,76            | 300 (2012)                        | 26                 |
| Saint-Macoux            | 86231      | 86400      | 10,68            | 483 (2012)                        | 45                 |
| Saint-Pierre-d'Exideuil | 86237      | 86400      | 19,32            | 760 (2012)                        | 39                 |
| Saint-Saviol            | 86247      | 86400      | 10,81            | 510 (2012)                        | 47                 |
| Savigné                 | 86255      | 86400      | 36,35            | 1 346 (2012)                      | 37                 |
| Voulême                 | 86295      | 86400      | 11,12            | 375 (2012)                        | 34                 |

### Composition à partir de 2015
Le canton de Civray comprend désormais trente communes entières.
| Nom                            | Code Insee | Intercommunalité           | Superficie (km2) | Population (dernière pop. légale) | Densité (hab./km2) | Modifier                                    |
| ------------------------------ | ---------- | -------------------------- | ---------------- | --------------------------------- | ------------------ | ------------------------------------------- |
| Civray (bureau centralisateur) | 86078      | CC du Civraisien en Poitou | 8,70             | 2 543 (2022)                      | 292                | modifier les données · modifier les données |
| Asnois                         | 86012      | CC du Civraisien en Poitou | 16,26            | 132 (2022)                        | 8,1                | modifier les données · modifier les données |
| Availles-Limouzine             | 86015      | CC Vienne et Gartempe      | 57,90            | 1 287 (2022)                      | 22                 | modifier les données · modifier les données |
| Blanzay                        | 86029      | CC du Civraisien en Poitou | 35,45            | 804 (2022)                        | 23                 | modifier les données · modifier les données |
| Champagné-le-Sec               | 86051      | CC du Civraisien en Poitou | 7,99             | 213 (2022)                        | 27                 | modifier les données · modifier les données |
| Champagné-Saint-Hilaire        | 86052      | CC du Civraisien en Poitou | 46,36            | 994 (2022)                        | 21                 | modifier les données · modifier les données |
| Champniers                     | 86054      | CC du Civraisien en Poitou | 20,03            | 354 (2022)                        | 18                 | modifier les données · modifier les données |
| La Chapelle-Bâton              | 86055      | CC du Civraisien en Poitou | 29,68            | 350 (2022)                        | 12                 | modifier les données · modifier les données |
| Charroux                       | 86061      | CC du Civraisien en Poitou | 44,29            | 1 046 (2022)                      | 24                 | modifier les données · modifier les données |
| Chatain                        | 86063      | CC du Civraisien en Poitou | 22,05            | 241 (2022)                        | 11                 | modifier les données · modifier les données |
| Château-Garnier                | 86064      | CC du Civraisien en Poitou | 35,89            | 601 (2022)                        | 17                 | modifier les données · modifier les données |
| La Ferrière-Airoux             | 86097      | CC du Civraisien en Poitou | 27,22            | 334 (2022)                        | 12                 | modifier les données · modifier les données |
| Genouillé                      | 86104      | CC du Civraisien en Poitou | 29,80            | 493 (2022)                        | 17                 | modifier les données · modifier les données |
| Joussé                         | 86119      | CC du Civraisien en Poitou | 7,59             | 309 (2022)                        | 41                 | modifier les données · modifier les données |
| Linazay                        | 86134      | CC du Civraisien en Poitou | 9,14             | 217 (2022)                        | 24                 | modifier les données · modifier les données |
| Lizant                         | 86136      | CC du Civraisien en Poitou | 16,95            | 381 (2022)                        | 22                 | modifier les données · modifier les données |
| Magné                          | 86141      | CC du Civraisien en Poitou | 20,01            | 672 (2022)                        | 34                 | modifier les données · modifier les données |
| Mauprévoir                     | 86152      | CC Vienne et Gartempe      | 48,59            | 590 (2022)                        | 12                 | modifier les données · modifier les données |
| Payroux                        | 86189      | CC du Civraisien en Poitou | 30,05            | 463 (2022)                        | 15                 | modifier les données · modifier les données |
| Pressac                        | 86200      | CC Vienne et Gartempe      | 49,21            | 551 (2022)                        | 11                 | modifier les données · modifier les données |
| Saint-Gaudent                  | 86220      | CC du Civraisien en Poitou | 11,76            | 312 (2022)                        | 27                 | modifier les données · modifier les données |
| Saint-Martin-l'Ars             | 86234      | CC Vienne et Gartempe      | 41,76            | 369 (2022)                        | 8,8                | modifier les données · modifier les données |
| Saint-Pierre-d'Exideuil        | 86237      | CC du Civraisien en Poitou | 19,32            | 728 (2022)                        | 38                 | modifier les données · modifier les données |
| Saint-Romain                   | 86242      | CC du Civraisien en Poitou | 20,48            | 390 (2022)                        | 19                 | modifier les données · modifier les données |
| Savigné                        | 86255      | CC du Civraisien en Poitou | 36,35            | 1 265 (2022)                      | 35                 | modifier les données · modifier les données |
| Sommières-du-Clain             | 86264      | CC du Civraisien en Poitou | 26,21            | 738 (2022)                        | 28                 | modifier les données · modifier les données |
| Surin                          | 86266      | CC du Civraisien en Poitou | 11,91            | 124 (2022)                        | 10                 | modifier les données · modifier les données |
| Val-de-Comporté                | 86247      | CC du Civraisien en Poitou | 21,49            | 1 007 (2022)                      | 47                 | modifier les données · modifier les données |
| Voulême                        | 86295      | CC du Civraisien en Poitou | 11,12            | 394 (2022)                        | 35                 | modifier les données · modifier les données |
| Canton de Civray               | 8606       |                            | 763,56           | 17 902 (2022)                     | 23                 | modifier les données                        |

## Démographie

### Démographie avant 2015
| 1962  | 1968  | 1975  | 1982  | 1990  | 1999  | 2006  | 2011  | 2012  |
| ----- | ----- | ----- | ----- | ----- | ----- | ----- | ----- | ----- |
| 9 697 | 9 358 | 9 087 | 9 020 | 8 751 | 8 324 | 8 546 | 8 734 | 8 717 |

### Démographie depuis 2015
En 2022, le canton comptait 17 902 habitants, en évolution de −2,9 % par rapport à 2016 (Vienne : +0,6 %, France hors Mayotte : +2,11 %).
| 2013   | 2018   | 2022   |
| ------ | ------ | ------ |
| 18 761 | 18 305 | 17 902 |